# Синлазер
Синлазер (рум. Sânlazăr) — село у повіті Біхор в Румунії. Входить до складу комуни Кішлаз.
Село розташоване на відстані 434 км на північний захід від Бухареста, 34 км на північний схід від Ораді, 116 км на північний захід від Клуж-Напоки.

## Населення
За даними перепису населення 2002 року у селі проживали 463 особи.
Національний склад населення села:
| Національність | Кількість осіб | Відсоток |
| -------------- | -------------- | -------- |
| румуни         | 421            | 90,9%    |
| цигани         | 39             | 8,4%     |

Рідною мовою назвали:
| Мова      | Кількість осіб | Відсоток |
| --------- | -------------- | -------- |
| румунська | 422            | 91,1%    |
| циганська | 39             | 8,4%     |